# Emil Ruusuvuori
Emil Ruusuvuori, né le 2 avril 1999 à Helsinki, est un joueur de tennis finlandais, professionnel depuis 2018.
Après une bonne carrière junior, qui le voit remporter le Masters Junior et atteindre la 4e place mondiale en 2017, il connaît une ascension rapide en 2019, remportant six tournois sur le circuit secondaire (deux Futures et quatre Challenger). Il débute sur le circuit principal l'année suivante. Il fait partie de l'équipe finlandaise de Coupe Davis depuis janvier 2017.
Mobile, doté d'un coup droit puissant et d'un revers solide, sa surface préférée est le dur.

## Biographie
Emil Ruusuvuori commence le tennis à l'âge de cinq ans, un peu par hasard. En effet, tandis que sa mère l'avait emmené jouer au badminton au gymnase de Töölö, il est repéré par Mika Muilu, un entraineur de tennis local qui accompagnait sa fille à la gymnastique. Ce dernier décèle chez le jeune garçon une parfaite coordination œil/main, et lui propose de s'essayer au tennis, devenant dès lors son premier entraîneur. Malgré son jeune âge, les séances d’entraînement durent dès le départ plusieurs heures, comme le confie Muilu en 2020 : « Emil s'entraînait comme un professionnel. C'était assez déroutant ! Généralement, à 5 ans, les enfants sont capables de rester concentrés pendant cinq minutes, puis ils s’impatientent. Mais pas Emil ». Alors qu'il est âgé de 8 ans, un reportage lui est consacré par la télévision finlandaise, en tant que jeune espoir du tennis. Il y déclare vouloir intégrer le Top 10 dans le futur. Ruusuvuori quitte Muilu en 2011 et rejoint le club local du HVS.
À 14 ans, il intègre la Jarkko Nieminen Tennis Academy, fraichement créée par la légende du tennis finlandais et dont l'entraineur principal est l'Italien Federico Ricci, ancien boss de la Evert Tennis Academy (en), en Floride. Basée dans le quartier de Tali à Helsinki, c'est l'une des seules Academy à but non lucratif. Après avoir couvé Ruusuvuori au sein de la JNTA, et à la suite de l'arrêt de celle-ci en 2017, Ricci devient l'entraîneur attitré du jeune Finlandais qui s'apprête alors à se lancer dans le monde professionnel.
Avant de se focaliser sur le sport, Ruusuvuori a étudié la batterie pendant deux ans au Helsinki Pop & Jazz Conservatory. À ce sujet, il estime que « le sens du rythme peut aussi être utile au tennis ». Comme nombre de ses compatriotes, il est passionné de hockey sur glace. Il avait d'ailleurs comme camarades de classe à Helsinki les futurs hockeyeurs Kristian Vesalainen et Henri Jokiharju, ainsi que le footballeur Eetu Vertainen.
Il a une grande sœur, Aino et un petit frère, Elias. Son nom peut se traduire en français par « montagne rose ».

## Carrière

### 2013: premiers matchs chez les Juniors
Il fait ses débuts sur le circuit junior chez lui à Helsinki en novembre 2013, à l’occasion de la Nokia Junior Cup, où il s’incline au premier tour d’un tournoi finalement remporté par Alexander Bublik. Sa première victoire intervient quelques mois plus tard lors d’un tournoi en Suède qui couronnera Ugo Humbert. 
L’année 2014 est celle de la découverte; outre les nombreux tournois juniors auquel il participe, il est invité à disputer les qualifications de plusieurs tournois Future et Challenger finlandais. Ruusuvuori termine sa première année complète sur le circuit junior avec deux finales, sur des modestes Grade 4 et 5.
Il continue son apprentissage en 2015, participant sur invitation à son premier tableau final de Future, ainsi qu’à une finale de Grade 4. En janvier 2016, il remporte son premier tournoi junior, un Grade 4 au Danemark, puis passe le premier tour lors de deux Futures en Finlande au mois d’août, marquant ses premiers points ATP. Confirmant ses progrès, il s’adjuge trois autres tournois en fin d’année (un Grade 4, un Grade 3 et un Grade 2) et aborde 2017 en confiance.

### 2017: dernière année Junior et premier titre en Future
Sa dernière saison chez les juniors débute en janvier en Australie par le réputé Grade 1 de Traralgon, où il atteint les demi-finales (défait par Zsombor Piros). Dans la foulée, il parvient en quarts de finale de l’Open d'Australie Junior, stoppé par Corentin Moutet. À son retour en Europe, il fait ses débuts en Coupe Davis lors d’un match perdu face à Nikoloz Basilashvili.
Il se hisse ensuite en finale d’un Grade 1 en Croatie disputé sur terre-battue, surface sur laquelle il n’est pourtant pas très à l’aise. Ruusuvuori s’incline d’ailleurs au premier tour de Roland Garros Junior, à nouveau contre Moutet. Sur gazon, il atteint les demi-finales du Grade 1 de Roehampton, éliminant au passage Hugo Gaston. Il est néanmoins battu au premier tour de Wimbledon par Rudolf Molleker.
En septembre, lors de l’US Open Junior, Ruusuvuori se défait notamment de Sebastian Korda et Sebastián Báez, avant de tomber en demi-finales contre la tête de série no 2, le chinois Yibing Wu, manquant 2 balles de match. 15e mondial au sortir de la tournée américaine, il crée la surprise en remportant fin octobre les Masters Junior à Chengdu. En effet, s’il s’incline à nouveau contre Yibing Wu lors du round Robin, des victoires face à Jurij Rodionov, Marko Miladinovic puis Axel Geller lui permettent d’accéder à la finale, qu’il remporte face à ce même Wu. Il clôt sa carrière junior sur cette excellente performance et une 4e place mondiale.
Pour autant, sa saison n’est pas terminée. À la suite de son acclimatation réussie au circuit Future, il est invité à disputer celui d'Helsinki fin novembre. Alors classé au-delà de la 1100e place à l’ATP, il réalise l’exploit et s’adjuge son premier titre, écartant en demi-finale le 217e mondial Mohamed Safwat. À 18 ans, sur ses terrains d’entraînement à Tali, il remporte son premier tournoi chez les « grands ». 

### 2018: débuts professionnels et nouveaux titres en Future
Désormais 671e à l’ATP, Ruusuvuori commence bien l’année avec sa première victoire au niveau Challenger, accédant aux seizièmes de finale du Challenger de Bangkok après être sorti des qualifications. Une performance qu’il réédite en mai lors du Challenger de Loughborough, puis en septembre au Challenger d’Orléans. 
Mais il évolue principalement sur le circuit Future, et gagne son second tournoi dans cette catégorie à Santa Margarida de Montbui, entrant pour la première fois dans le Top 500 en mai. Il gagne ses troisième et quatrième Future en août à Piombino et en octobre à Falun, sans perdre le moindre set dans ces deux tournois.
Il ne délaisse pas le double, puisqu'il remporte trois tournois Futures en France, au Portugal et en Hongrie.
Il met un terme à sa saison en novembre, alors qu'il est 316e à l'ATP.

### 2019: éclosion et titres en Challenger
Très affaibli par une pneumonie contractée en fin d'année précédente, et qui l'empêche de s’entraîner pendant plus d'un mois, il retombe à la 402e place mondiale et ne reprend timidement qu'en février. Mais il retrouve vite ses sensations, puisqu'il empoche au mois de mars, son cinquième tournoi Future à Oslo, puis son sixième en avril à Sunderland. En progression constante, Ruusuvuori décide d'abandonner l'hasardeux circuit Future, pour se confronter au niveau supérieur, le circuit Challenger.
Il ne lui faudra que quelques tournois pour s'adapter. En effet, après une période délicate sur terre battue, il retourne sur dur et remporte en juin le Challenger de Fergana, son premier titre à ce niveau. 
Il devient le premier finlandais depuis Jarkko Nieminen en 2013 (et le quatrième en trente ans) à remporter un Challenger. À la suite de cette victoire, ainsi que de la marche arrière opérée par l'ITF concernant l'attribution des points ATP pour les tournois Futures, il fait un bond de plus de 110 places et intègre le top 300. Souhaitant tout de même progresser sur terre battue, il enchaîne trois tournois en juillet, sans grand succès. Mais le travail semble payer puisqu'au challenger d'Augsbourg début août, il élimine notamment Bernabe Zapata Miralles, Henri Laaksonen et Pedro Martínez pour se hisser jusqu'en finale. Pour sa huitième finale chez les pros (il a remporté les sept précédentes), il s'incline face à Yannick Hanfmann après un combat acharné, et trois balles de tournoi manquées. 
De retour sur dur à la fin du mois, il continue sur sa lancée et survole le Rafa Nadal Open, le Challenger de Majorque disputé à la Rafa Nadal Academy. Sans perdre de set, il dispose de Thiago Seyboth Wild, Pedro Martínez, Alejandro Davidovich Fokina et affronte Matteo Viola en finale. Il le corrige 6-0, 6-1 en cinquante minutes, soit la finale la plus rapide de l'année.
En septembre, la Finlande affronte l'Autriche lors des barrages d'accession au groupe mondial, sur dur à Espoo. Ruusuvuori se défait de Sebastian Ofner lors du premier simple, puis s'incline en double au côté de Henri Kontinen contre la paire expérimentée Jürgen Melzer/Olivier Marach. Lors du quatrième match, devant un public finlandais survolté, il vainc un fébrile Dominic Thiem, alors 5e mondial, 6-3, 6-2. S'il ne peut empêcher la défaite de son équipe à la suite du revers de Harri Heliövaara face à Dennis Novak lors du dernier match décisif, il signe la victoire la plus prestigieuse de sa carrière.
Confirmant sa forme étincelante, il remporte dans la foulée le Murray Trophy (en) de Glasgow, son troisième Challenger de l'année, en battant Alexandre Müller en finale. Cette seconde partie de saison tonitruante (son bilan depuis début août est de 19 victoires pour trois défaites) le fait entrer dans les 150 premiers mondiaux. Malade en octobre, il doit décliner l'invitation de l'Open de Stockholm, retardant ses débuts en ATP World Tour.
Il termine son année 2019 par un tournoi qu'il affectionne et connaît parfaitement, le Tali Open, un ancien Future devenu Challenger, qui fut le théâtre de son premier titre professionnel deux ans auparavant. Il se fraye un chemin jusqu'en finale, où il croise à nouveau la route de Mohamed Safwat, comme en 2017. Après une finale disputée, il l'emporte et ajoute un 4e Challenger à sa collection. Il est 123e mondial à l'issue de cette saison. Pour préparer 2020, il a l'occasion de s’entraîner à la Rafa Nadal Academy au mois de décembre, une « récompense » à la suite de sa victoire lors du Challenger de Majorque. Il s’entraîne avec Rafael Nadal, et se dit bluffé par l'extrême intensité et la rigueur de l'Espagnol.
Du côté du double, il remporte ses deux premiers titres en Challenger à Shymkent avec Jurij Rodionov et à Amersfoort avec Harri Heliövaara.

### 2020: débuts sur le circuit ATP et entrée dans le top 100
Emil Ruusuvuori démarre sa saison 2020 en Australie au Challenger de Canberra, joué à Bendigo en raison des violents incendies qui ravagent le pays. Dans ce tournoi préparatoire à l'Open d'Australie, il écarte notamment Jannik Sinner pour se hisser jusqu'en finale, où il bute sur l'expérimenté Philipp Kohlschreiber en trois sets. Mais malgré cette excellente reprise, il est sorti dès le deuxième tour des qualifications de l'Open d'Australie par le Français Elliot Benchetrit. Une contre-performance qui repousse ses débuts en Grand Chelem. 
Début février à l'Open Sud de France, après avoir notamment éliminé Nicolas Mahut en qualifications, il dispute son premier match dans le tableau principal d'un tournoi ATP tour. Il en profite pour enregistrer sa première victoire à ce niveau, puisqu'il dispose de Dennis Novak, avant de s'incliner au tour suivant face à Norbert Gombos. Il perd ensuite au second tour des qualifications à Rotterdam, à l'Open 13 où il est lucky-loser et à Dubaï. Il se rend en Californie pour disputer les qualifications d'Indian Wells au moment où le circuit est suspendu en raison de la pandémie de Covid-19. Il est alors bloqué à la 101e place mondiale.
De retour en Finlande pour la période de confinement, il s'entraîne entre autres avec Henri Laaksonen et effectue un important travail physique. Son entraîneur Federico Ricci le pousse également à regarder et analyser d'anciens matchs, comme le quart de finale de l'US Open 2001 opposant André Agassi à Pete Sampras, et à étudier le style de jeu d'anciens joueurs, tels que David Nalbandian ou Marat Safin.
À la fin août, le circuit reprend et Ruusuvuori prend part aux qualifications du Masters 1000 de Cincinnati. Il se défait de Jérémy Chardy puis Thiago Monteiro pour intégrer son premier tableau final de Masters 1000 mais aussi pour faire son entrée dans le top 100. Il devient alors le sixième Finlandais de l'histoire à faire partie des cents meilleurs mondiaux, le premier depuis 2015. Il fête cet accomplissement en gagnant son premier match de Master 1000. 
Au terme d'un match décousu, il surclasse Sebastian Korda et s'offre le droit d'affronter le 8e mondial Matteo Berrettini, contre qui il rend les armes au bout de trois sets et 2 h 40 min de jeu.
Afin de préparer l'US Open, il s'entraine avec le jeune Norvégien Casper Ruud. Pour ses débuts dans le tableau principal d'un Grand Chelem, il fait face au Slovène Aljaž Bedene, qu'il parvient à battre au terme d'un match accroché en cinq sets. Au second tour, il retrouve Casper Ruud, et doit abandonner alors qu'il est surclassé, mené de deux sets et un break. À Roland Garros, malgré un tirage à priori favorable, il s'incline dès le premier tour contre le qualifié français Benjamin Bonzi, au cours d'un match disputé dans des conditions difficiles. 
La fin de saison, jouée sur dur, le voit prendre part à trois ATP 250. À Cologne puis Anvers, il sort à chaque fois des qualifications mais s'incline au premier tour, respectivement face à Alejandro Davidovich Fokina et Cameron Norrie. Il réalise sa meilleure performance à Noursoultan, puisqu'après être à nouveau sorti des qualifications, il atteint les demi-finales, seulement stoppé par Adrian Mannarino. Il atteint alors son meilleur classement, 84e mondial. 
Ruusuvuori termine sa saison par le Challenger de Bratislava, où il s'arrête en quart de finale en simple et remporte le titre en double aux côtés de Harri Heliövaara.

### 2022: première finale
Il débute bien l'année 2022 au tournoi ATP 250 de Melbourne. Il parvient notamment à se hisser en demi-finale où il affronte Rafael Nadal qui le bat, non sans difficultés, sur le score de 6-4, 7-5.
Le 6 février, Ruusuvuori parvient à se hisser pour la première fois dans une finale d'un tournoi ATP, à Pune où il s'incline face à João Sousa (6-7, 6-4, 1-6), au terme d’un combat acharné.

### 2023: premier quart de finale en Masters 1000 à Miami
Fin mars, il se qualifie pour son premier quart de finale de Masters 1000 en battant le qualifié Nuno Borges (6-1, 6-4), l'Espagnol Roberto Bautista-Agut (6-4, 7-6), l'invité Japonais Taro Daniel (6-3, 7-6) et le Néerlandais Botic van de Zandschulp (4-6, 6-4, 7-5). Il est éliminé comme lors des deux dernières éditions par l'Italien Jannik Sinner, onzième mondial (3-6, 1-6).

### 2024: Seconde finale en carrière à Hong Kong
Il atteint dès début 2024 la finale du tournoi de Hong Kong où il renverse le Français Benjamin Bonzi (6-7, 6-2, 6-1), sort le quinzième mondial Karen Khachanov demi-finaliste à l'Open d'Australie la saison passée (7-6, 2-6, 6-2) puis élimine Pavel Kotov (6-3, 7-6) et l'Autrichien Sebastian Ofner dans un match serré (4-6, 7-5, 6-3). Il est opposé au numéro cinq mondial en finale Andrey Rublev et s'incline logiquement (4-6, 4-6).

## Palmarès

### Finales en simple messieurs
| No | Date       | Nom et lieu du tournoi                         | Catégorie | Dotation  | Surface    | Vainqueur     | Score          |          |
| -- | ---------- | ---------------------------------------------- | --------- | --------- | ---------- | ------------- | -------------- | -------- |
| 1  | 31-01-2022 | Millennium Pune Open, Pune                     | ATP 250   | 430 530 $ | Dur (ext.) | João Sousa    | 7-69, 4-6, 6-1 | Parcours |
| 2  | 01-01-2024 | Bank of China Hong Kong Tennis Open, Hong Kong | ATP 250   | 661 585 $ | Dur (ext.) | Andrey Rublev | 6-4, 6-4       | Parcours |

### Finale en double messieurs
| No | Date       | Nom et lieu du tournoi     | Catégorie | Dotation  | Surface    | Vainqueurs                 | Partenaire             | Score    |          |
| -- | ---------- | -------------------------- | --------- | --------- | ---------- | -------------------------- | ---------------------- | -------- | -------- |
| 1  | 05-02-2024 | Open 13 Provence Marseille | ATP 250   | 724 015 € | Dur (int.) | Tomáš Macháč Zhang Zhizhen | Patrik Niklas-Salminen | 6-3, 6-4 | Parcours |

## Parcours dans les tournois duGrand Chelem

### En simple
| Année | Open d'Australie | Open d'Australie      | Internationaux de France | Internationaux de France | Wimbledon       | Wimbledon            | US Open         | US Open          |
| ----- | ---------------- | --------------------- | ------------------------ | ------------------------ | --------------- | -------------------- | --------------- | ---------------- |
| 2020  | —                | —                     | 1er tour (1/64)          | Benjamin Bonzi           | Annulé          | Annulé               | 2e tour (1/32)  | Casper Ruud      |
| 2021  | 2e tour (1/32)   | Pedro Martínez        | 1er tour (1/64)          | Mackenzie McDonald       | 1er tour (1/64) | Marcos Giron         | 2e tour (1/32)  | R. Bautista-Agut |
| 2022  | 1er tour (1/64)  | Félix Auger-Aliassime | 2e tour (1/32)           | Casper Ruud              | 2e tour (1/32)  | B. van de Zandschulp | 1er tour (1/64) | Jack Draper      |
| 2023  | 2e tour (1/32)   | Andrey Rublev         | 2e tour (1/32)           | Grigor Dimitrov          | 1er tour (1/64) | Stanislas Wawrinka   | —               | —                |
| 2024  | 2e tour (1/32)   | Daniil Medvedev       | 1er tour (1/64)          | Kwon Soon-woo            | 3e tour (1/16)  | G. Mpetshi Perricard | —               | —                |
| 2025  | —                | —                     | —                        | —                        | —               | —                    |                 |                  |

N.B. : à droite du résultat se trouve le nom de l'ultime adversaire.

### En double messieurs
| Année | Open d'Australie                                                                   | Open d'Australie                                                                 | Internationaux de France                                                                    | Internationaux de France | Wimbledon                                                                    | Wimbledon                                                                        | US Open | US Open |
| ----- | ---------------------------------------------------------------------------------- | -------------------------------------------------------------------------------- | ------------------------------------------------------------------------------------------- | ------------------------ | ---------------------------------------------------------------------------- | -------------------------------------------------------------------------------- | ------- | ------- |
| 2021  | 1er tour (1/32) S. Caruso \|\| style="text-align:left;" \| A. Bublik A. Golubev    | 2e tour (1/16) D. Köpfer \|\| style="text-align:left;" \| W. Koolhof J.-J. Rojer | —                                                                                           | —                        | 1/8 de finale D. Köpfer \|\| style="text-align:left;" \| J. Murray B. Soares |                                                                                  |         |         |
| 2022  | —                                                                                  | —                                                                                | 1er tour (1/32) Denis Kudla \|\| style="text-align:left;" \| Łukasz Kubot É. Roger-Vasselin | —                        | —                                                                            | 1er tour (1/32) A. Bedene \|\| style="text-align:left;" \| R. Galloway A. Lawson |         |         |
| 2023  | 1er tour (1/32) D. Hidalgo \|\| style="text-align:left;" \| M. Arévalo J.-J. Rojer | —                                                                                | —                                                                                           | —                        | —                                                                            | —                                                                                | —       |         |

N.B. : le nom du partenaire se trouve sous le résultat ; les noms des ultimes adversaires se trouvent à droite.

### En double mixte
| Année | Open d'Australie | Open d'Australie | Internationaux de France | Internationaux de France | Wimbledon                                                                         | Wimbledon | US Open | US Open |
| ----- | ---------------- | ---------------- | ------------------------ | ------------------------ | --------------------------------------------------------------------------------- | --------- | ------- | ------- |
| 2023  | —                | —                | —                        | —                        | 1er tour (1/16) A. Kontaveit \|\| style="text-align:left;" \| Yang Z. K. Krawietz | —         | —       |         |

N.B. : le nom de la partenaire se trouve sous le résultat ; les noms des ultimes adversaires se trouvent à droite.

## Parcours dans lesMasters 1000
| Année | Indian Wells           | Miami                   | Monte-Carlo         | Madrid             | Rome                | Canada              | Cincinnati               | Shanghai | Paris |
| ----- | ---------------------- | ----------------------- | ------------------- | ------------------ | ------------------- | ------------------- | ------------------------ | -------- | ----- |
| 2020  | n.o.                   | n.o.                    | n.o.                | n.o.               | —                   | n.o.                | 2e tour M. Berrettini    | n.o.     | —     |
| 2021  | 2e tour K. Khachanov   | 1/8 de finale J. Sinner | —                   | —                  | —                   | 1er tour D. Lajović | —                        | n.o.     | —     |
| 2022  | 2e tour D. Schwartzman | 2e tour J. Sinner       | 2e tour J. Sinner   | —                  | 2e tour C. Garín    | 2e tour H. Hurkacz  | 2e tour M. Čilić         | n.o.     | —     |
| 2023  | 3e tour A. Zverev      | 1/4 de finale J. Sinner | 1er tour J. Lehečka | 2e tour C. Alcaraz | 2e tour D. Medvedev | 1er tour M. Giron   | 1/8 de finale A. Popyrin | —        | —     |
| 2024  | 1er tour D. Lajović    | 1er tour Y. Hanfmann    | —                   | 1er tour T. Macháč | 1er tour M. Giron   | —                   | —                        | —        | —     |

N.B. : sous le résultat se trouve le nom de l’ultime adversaire.

## Victoires sur le top 10
Toutes ses victoires sur des joueurs classés dans le top 10 de l'ATP lors de la rencontre.
| Légende      |
| Grand Chelem |
| Masters 1000 |
| ATP 500      |
| ATP 250      |
| Coupe Davis  |

| # | E.R.   | Tournoi     | Année | Surface    | Adversaire       | Rang | Tour | Score            |
| - | ------ | ----------- | ----- | ---------- | ---------------- | ---- | ---- | ---------------- |
| 1 | no 163 | Coupe Davis | 2019  | Dur (int.) | Dominic Thiem    | no 5 | G1   | 6-3, 6-2         |
| 2 | no 83  | Miami       | 2021  | Dur        | Alexander Zverev | no 7 | 1/32 | 1-6, 6-3, 6-1    |
| 3 | no 42  | Bois-le-Duc | 2023  | Gazon      | Jannik Sinner    | no 9 | 1/4  | 6-3, 6-4         |
| 4 | no 60  | Cincinnati  | 2023  | Dur        | Andrey Rublev    | no 8 | 1/16 | 7-610, 5-7, 7-63 |

## Classements ATP en fin de saison
| Année          | 2016 | 2017 | 2018 | 2019 | 2020 | 2021 | 2022 | 2023 | 2024 |
| Rang en simple | 1513 | 665  | 368  | 124  | 86   | 94   | 40   | 69   | 95   |
| Rang en double | 1500 | –    | 617  | 259  | 234  | 181  | 842  | 421  | 281  |

Source : (en) Classements de Emil Ruusuvuori sur le site officiel de la Fédération internationale de tennis